# Himiko-Den
Himiko-Den (火魅子伝?, Himiko den, lett. "La leggenda di Himiko") è una serie composta da un videogioco per PlayStation creato da Hakuhodo, un manga in un volume unico scritto e disegnato da Oh! great e pubblicato in Italia da Panini Comics e in seguito da J-Pop e un omonimo anime diretto da Ami Tomobuki e composto da 12 episodi, usciti tutti nel 1999.

## Trama
Masahiko Kutani e Himejima Himiko sono due liceali che vengono catapultati indietro nel tempo a causa di un frammento di uno specchio che, ricongiungendosi con gli altri pezzi, apre un portale spazio-temporale. Insieme dovranno cambiare il corso degli eventi per salvare la Terra. Il ragazzo si scoprirà essere "colui che è destinato a chiudere" il portale.

## Media

### Anime
L'anime diretto da Ami Tomobuki e prodotto dallo studio d'animazione Group TAC, è stato trasmesso in Giappone dal 7 gennaio al 31 marzo 1999 su TV Tokyo per un totale di dodici episodi. La colonna sonora è stata composta da Kuniaki Haishima.

#### Episodi
| Nº | Titolo italiano (traduzione letterale) Giapponese 「Kanji」 - Rōmaji | In onda          | In onda |
| Nº | Titolo italiano (traduzione letterale) Giapponese 「Kanji」 - Rōmaji | Giapponese       |         |
| 1  | Il fuoco sacro 「墨火」 - Bokuka                                     | 7 gennaio 1999   |         |
| 2  | La fontana delle tenebre 「闇の泉」 - Yami no izumi                  | 14 gennaio 1999  |         |
| 3  | Jaki, i cacciatori di notte 「夜追いの邪鬼」 - Yoru oi no Jaki       | 21 gennaio 1999  |         |
| 4  | Il villaggio nascosto 「隠れ里」 - Kakurezato                        | 4 febbraio 1999  |         |
| 5  | Spirito celeste 「天霊」 - Tenrei                                    | 11 febbraio 1999 |         |
| 6  | Il ciondolo 「首飾り」 - Kubikazari                                  | 18 febbraio 1999 |         |
| 7  | La metropoli di Seisai 「征西都督府」 - Seisai totoku fu             | 25 febbraio 1999 |         |
| 8  | L'albatro 「信天翁」 - Ahōdori                                       | 4 marzo 1999     |         |
| 9  | La fortezza in fiamme 「火焔城」 - Kaen jō                           | 11 marzo 1999    |         |
| 10 | Guardiani del fuoco 「火の守」 - Hi no mori                          | 18 marzo 1999    |         |
| 11 | Isola di Biwa 「枇杷島」 - Biwa jima                                 | 25 marzo 1999    |         |
| 12 | La spada a sette lame 「七支之御剣」 - Nana shitsu mitsurugi         | 1º aprile 1999   |         |

### Manga

Copertina del primo volume della prima edizione italiana del manga, edita dalla Panini Comics

Un adattamento manga scritto da Kō Maisaka e illustrato da Oh! great, è stato serializzato dal 9 novembre 1998 al 9 aprile 1999 sulla rivista Comic Dragon edita da Kadokawa Shoten sotto l'etichetta Dragon Comics. I capitoli sono stati poi raccolti in un singolo volume tankōbon uscito il 18 marzo 1999.
In Italia la serie è stata pubblicata da Panini Comics sotto l'etichetta Planet Manga dal 31 marzo all'8 maggio 2003, scindendo la serie in due volumetti. In seguito, J-Pop ha riproposto un'edizione più fedele al formato originale il 12 settembre 2010.

#### Volumi
| Nº Ja | Nº It | Data di prima pubblicazione | Data di prima pubblicazione | Data di prima pubblicazione |
| Nº Ja | Nº It | Giapponese                  | Giapponese                  | Italiano                    |
| ----- | ----- | --------------------------- | --------------------------- | --------------------------- |
| 1     | 1-2   | 18 marzo 1999               | ISBN 4-8291-2876-3          | 31 marzo 2003 8 maggio 2003 |

### Videogioco
Un videogioco di ruolo alla giapponese sviluppato da Chime, è stato pubblicato da Hakuhodo per PlayStation l'11 marzo 1999.

## Accoglienza
Mario Vuk di Splashcomics recensendo il manga ha paragonato la storia a Magic Knight Rayearth in termini di argomento, ma in una "versione per adulti": alcuni amici viaggiano in una terra fantastica e intraprendono una grande operazione di salvataggio sotto la supervisione dei membri reali della nazione. La storia risultava ben sviluppata e il volume poteva effettivamente apparire come un one-shot, poiché la storia era autoconclusiva. Elogiò i disegni di Oh! great che ancora una volta mostrava il suo stile sofisticato e molto personale, caratterizzato da ragazze carine e donne mature con gonne corte e formose, fornendo svariate scene dedicate al fanservice. Tutto sommato il manga non era un capolavoro ma forniva un buon intrattenimento con una storia facile da capire e disegni chic dove il disegnatore non si mostrava mai avaro.